# Sulzfeld am Main
Sulzfeld am Main är en kommun och ort i Landkreis Kitzingen i Regierungsbezirk Unterfranken i förbundslandet Bayern i Tyskland.
Kommunen ingår i kommunalförbundet Kitzingen tillsammans med kommunerna Albertshofen, Biebelried, Buchbrunn och Mainstockheim.